# برادلي باكمان
برادلي باكمان (بالإنجليزية: Bradley Buckman)‏ مواليد 11 يناير 1984 في أوستن، هو لاعب كرة سلة أمريكي سابق. بدأ مسيرته الاحترافية في سنة 2006. يبلغ طوله 6 قدم 8 بوصة (2.0 م). اعتزل اللعب في 2014.

## المسيرة الاحترافية
لعب مع سكايلاينرز فرانكفورت في الدوري الألماني في سنة 2010، ثم لعب مع نادي طوفاس الرياضي في الدوري التركي في موسم 2011–2012، ثم لعب مع نادي إشبيلية لكرة السلة في الدوري الإسباني في سنة 2012، ثم لعب مع أرتلاند دراغونز في الدوري الألماني في سنة 2013.

## روابط خارجية
- برادلي باكمان على موقع الدوري الأوروبي لكرة السلة (الإنجليزية)
- برادلي باكمان على موقع الدوري الإسباني لكرة السلة (الإسبانية)
- برادلي باكمان على موقع كرة السلة الأوروبية.كوم (الإنجليزية)
- برادلي باكمان على موقع كلية كرة السلة في سبورتس رفرنس.كوم (الإنجليزية)
- برادلي باكمان على موقع ريلجم (الإنجليزية)
- برادلي باكمان على موقع بروبوليرز (الإنجليزية)
- برادلي باكمان على موقع سبورتس رفرنس (الإنجليزية)
- برادلي باكمان على موقع سبورتس رفرنس (الإنجليزية)